# Dimaetha tibialis
Dimaetha tibialis är en stekelart som beskrevs av Cameron 1901. Dimaetha tibialis ingår i släktet Dimaetha och familjen brokparasitsteklar.

## Underarter
Arten delas in i följande underarter:
- D. t. celebensis
- D. t. takanonis